# 小さい圏の圏
数学の特に圏論における（小さい）圏の圏（ちいさいけんのけん、英: category of small categories）Cat は、すべての小さい圏を対象とし、圏の間の函手を射とする圏である。実際には、Cat は自然変換を二次元の射 (2-射) とする二次圏 (2-圏) を成すものと見なせる。
Cat の始対象は対象も射も持たない空圏 0 であり、終対象はただ一つの対象とただ一つの射（唯一の対象上の恒等射）のみからなる圏 1（自明圏あるいは終圏という）である。
小さい圏の圏 Cat それ自身は大きい圏であり、それゆえ自身を対象として含むことはない。ラッセルの逆理（の圏版）を避けるには「すべての（小さいとは限らない）圏の圏」はあってはならないが、「すべての圏の擬圏」(quasicategory of categories) CATを考えることはできる（擬圏は大きい圏を対象にできるという意味で圏ではないとすれば、圏の擬圏は自身を対象に含まない）。

## 性質
圏の圏 Cat は、各圏に対してその恒等射と射の合成を忘れることにより、箙の圏 Quiv への忘却函手 U: Cat → Quiv が定義できる。この忘却函手 U の左随伴 F: Quiv → Cat は各箙にそれが生成する自由圏を対応させる自由函手である。

## 注